# 刈谷市立衣浦小学校
刈谷市立衣浦小学校（かりやしりつ ころもうらしょうがっこう）は、愛知県刈谷市天王町3丁目27に所在する公立小学校。衣浦港や衣浦トンネルなどは「きぬうら」と読まれるが、本小学校は「ころもうら」であり、これは衣浦の古名である衣ヶ浦（ころもがうら）に由来する。

## 地理
境川河口の東側にある。学区には楞厳寺や本刈谷神社などの寺社があり、本刈谷神社貝塚などの史跡もある。古くからの閑静な集落を学区の中心としている。刈谷市立刈谷南中学校の学区に含まれている。

## 歴史
刈谷町立亀城国民学校から分離独立した小学校である。まずは刈谷町立亀城国民学校元刈谷分教場として設置され、1943年（昭和18年）5月1日に刈谷町立衣浦国民学校として開校した。

## 沿革
- 1942年（昭和17年）4月 - 刈谷町立亀城国民学校元刈谷分教場として設置。
- 1943年（昭和18年）5月1日 - 刈谷町立衣浦国民学校として創立。（開校記念日）
- 1943年（昭和18年）6月1日 - 開校式を挙行
- 1946年（昭和21年）3月27日 - 第1回卒業証書授与式挙行
- 1947年（昭和22年） - 刈谷町立衣浦小学校に改称。
- 1950年（昭和25年）4月1日 - 刈谷町が市制施行して刈谷市となったことで刈谷市立衣浦小学校に改称。
- 1968年（昭和43年）4月1日 - 刈谷市立住吉小学校の新設に伴い学区の変更

## 出身者
- 吉田光範 - サッカー選手。